# 尤赫諾夫區

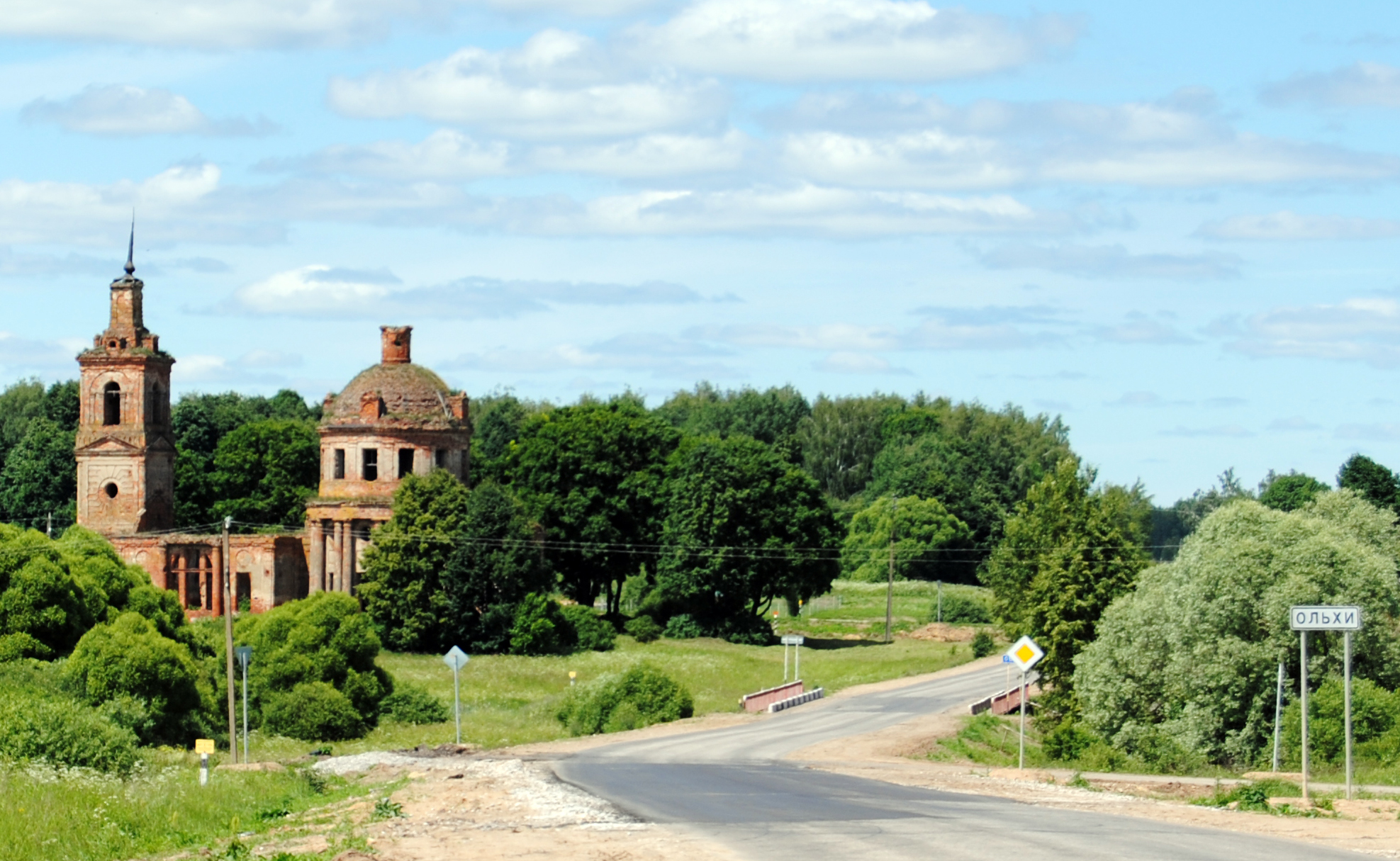

54°45′N 35°14′E / 54.750°N 35.233°E
尤赫諾夫區（俄语：Юхновский район），是俄羅斯的一個區，位於該國西部，由卡盧加州負責管轄，面積1,332.5平方公里，2010年該區人口12,696，人口密度每平方公里9.53人。